# 尼古拉·伊万诺维奇·列昂诺夫 (作家)
尼古拉·伊万诺维奇·列昂诺夫（俄语：Никола́й Ива́нович Лео́нов，1933年6月18日—1999年1月13日），俄罗斯作家，主要作品为《神探古罗夫》系列。尼古拉·列昂诺夫毕业于莫斯科国立法律大学，曾经在莫斯科刑事侦察局担任侦探。

## 外部連結
- 尼古拉·伊万诺维奇·列昂诺夫在互联网电影资料库（IMDb）上的資料（英文）